# Territoire indigène et parc national Isiboro-Sécure
Le territoire indigène et parc national Isiboro-Sécure (TIPNIS) est situé dans les départements boliviens du Beni et de Cochabamba. Il a été créé en tant que parc national le 22 novembre 1965, et déclaré territoire indigène le 24 septembre 1990, à la suite des luttes revendicatives des peuples natifs de la région. Situé entre 65°04' et 66°40' de longitude ouest, 15°27' et 16°47' de latitude sud, il recouvre une superficie approximative de 12 363 km2.

## Mouvement socio-environnemental
Le 15 août 2011, 600 indiens amazoniens ont entamé une marche en direction de La Paz pour protester contre la décision prise par le gouvernement d'Evo Morales de construire une route traversant le territoire indigène et parc national Isiboro-Sécure entre les villes de Villa Tunari et San Ignacio de Moxos. Tandis que, dans la ville de Yucumo, les cultivateurs de coca, favorables au projet, empêchaient son avancée, la marche a subi de la part de la police une répression violente aux conséquences importantes : des manifestations de soutien aux indigènes de la marche (surtout Chimán, Mojeño et Yuracaré) sont apparues dans tout le pays, la COB a lancé une journée de grève générale en leur soutien et deux ministres, María Chacón Rendón et Sacha Llorenti (de) et ont démissionné. Le 21 octobre 2011 Evo Morales a annoncé l'annulation du projet routier. Si la loi courte (ley corta) promulguée le 24 octobre 2011 a mis un terme à la forte opposition populaire en déclarant le parc intangible et en rendant impossible le projet de route, le débat ouvert par la route du Tipnis n'est pas clôt. La Bolivie d'Evo Morales est placée face à ses contradictions et doit choisir les voies de son développement entre le respect de l'environnement et les nécessités d'un développement économique.